# Tyana flavitegulae
Tyana flavitegulae är en fjärilsart som beskrevs av Rothschild 1920. Tyana flavitegulae ingår i släktet Tyana och familjen trågspinnare. Inga underarter finns listade i Catalogue of Life.